# Wolverhampton Wolves
Wolverhampton Wolves – brytyjski klub żużlowy z Wolverhampton. Zespół pięciokrotnie zdobywał tytuł mistrza Wielkiej Brytanii (ostatnio w sezonie 2016).
W sezonie 2022 klub występuje w SGB Premiership - najwyższej klasie rozgrywkowej drużynowych mistrzostw Wielkiej Brytanii na żużlu.

## Skład na sezon 2022
Stan na maj 2022
- Ryan Douglas
- Nick Morris
- Sam Masters (Kapitan)
- Luke Becker
- Steve Worrall
- Leon Flint (Rising Star)
- Drew Kemp
- Joseph Thompson

## Osiągnięcia[2]

### Krajowe
- Drużynowe Mistrzostwa Wielkiej Brytanii:
  - złoto: 5 (1991, 1996, 2002, 2009, 2016)
  - srebro: 7 (1989, 1990, 1993, 2004, 2010, 2017, 2021)
  - brąz: 4 (1986 i 1994, 2013, 2019)

- Puchar Ligi - Knock Out Cup:
  - Premier League Knockout Cup: 1 (1996)

### Międzynarodowe
Poniższe zestawienia obejmują indywidualne osiągnięcia zawodników (reprezentujących barwy klubu w danym sezonie) na arenie międzynarodowej:

#### Indywidualne mistrzostwa świata
- złoto: 4
  -  Ole Olsen – 1971, 1975
  -  Sam Ermolenko – 1993
  -  Tai Woffinden – 2013
- srebro: 1
  -  Tai Woffinden – 2016
- brąz: 3
  -  Ole Olsen – 1972
  -  Sam Ermolenko – 1987, 1995

#### Indywidualne mistrzostwa świata juniorów
- złoto: 3
  -  Mikael Max – 1994
  -  Jesper Bruun Monberg – 1997
  -  Piotr Pawlicki – 2014
- srebro: 1
  -  Mikael Max – 1993
- brąz: 3
  -  David Howe – 2002
  -  Fredrik Lindgren – 2005
  -  Christian Hefenbrock – 2006

## Dawni i obecni żużlowcy
Znani i wyróżniający żużlowcy

- Jim Airey
- Bob Andrews
- Harry Bastable
- Luke Becker
- James Bond
- Ronnie Correy
- Bruce Cribb
- Aleš Dryml
- Preben Eriksen
- Sam Ermolenko
- Charles Ermolenko
- Cyril Francis
- Andy Grahame
- Billy Hamill
- Kenneth Hansen
- Christian Hefenbrock
- Hans Holmqvist
- David Howe
- George Hunter
- Norman Hunter
- Niels Kristian Iversen
- Peter Jarman
- Jesper Bruun Monberg
- Graham Jones
- Peter Karlsson
- Nicolai Klindt
- Joonas Kylmäkorpi
- Fredrik Lindgren
- Mark Loram
- Morrie Mattingley
- Mikael Max
- Sam Masters
- Jim McMillan
- Robert Miśkowiak
- Nick Morris
- Tobiasz Musielak
- Scott Nicholls
- Hans Nielsen
- Ole Olsen
- Piotr Pawlicki
- Nicki Pedersen
- Cyril Quick
- Trevor Redmond
- Rory Schlein
- Bobby Schwartz
- Brian Shepherd
- Dennis Sigalos
- Jan Siminsen
- Adam Skórnicki
- Jan Stæchmann
- Simon Stead
- Tommy Sweetman
- Jacob Thorssell
- Jim Tolley
- Peter Vandenberg
- Graham Warren
- Tai Woffinden
- Steve Worrall